# 赤間優美子
赤間 優美子（あかま ゆみこ、1991年10月30日 - ）は、元静岡朝日テレビ (SATV) アナウンサー。

## 概要
兵庫県神戸市出身。聖心女子大学文学部（現在は現代教養学部）卒業。
大学を卒業後、2014年に静岡朝日テレビに入社。同期のアナウンサーは相場詩織。在籍中は、主に情報番組と報道番組（県内ニュース）を担当した。
2019年5月に静岡朝日テレビを退社。
退社後は東京のIT企業に勤務していたが、2022年1月に結婚。
2023年現在は夫の赴任地のインド在住。

## 担当番組
- とびっきり!しずおか（静岡朝日テレビ、2015年3月30日 - 2019年3月29日） - リポーター → キャスター、金曜「アカマ調査隊」のコーナー担当[4]
- ANNあさひテレビニュース（静岡朝日テレビ）
- 女子アナ3人 いいモノ見つけ旅（静岡朝日テレビ・メ〜テレ・新潟テレビ21共同制作番組、2015年3月13日）
- 戦国サバイバル 家康に学べ！〜人生大逆転の極意〜（静岡朝日テレビ、2015年2月22日） - アシスタント
- 朝だ!生です旅サラダ（朝日放送、2015年9月5日・11月21日・2016年6月4日・8月13日・12月3日） - 中継コーナーアシスタント
- 静岡朝日テレビ開局40周年記念特別番組 池上彰と学ぶ なるほど！7つの秘密 （静岡朝日テレビ、2019年1月6日） - 番組進行[5]